# Parafia św. Wawrzyńca w Dąbrowie
Parafia św. Wawrzyńca – rzymskokatolicka parafia położona w Dąbrowie. Parafia należy do dekanatu Niemodlin w diecezji opolskiej.

## Historia parafii
Parafia wzmiankowana po raz pierwszy w 1305 i 1335 roku w archiprezbiteracie niemodlińskim, choć pierwsza świątynia w Dąbrowie powstała zapewne jeszcze w pierwszej połowie XIII wieku. Świadczy o tym patrocinium św. Wawrzyńca. Pierwszym znanym z imienia proboszczem parafii był Mikołaj (w oryginale: „Nicolaus plebanus in Dambrova”), wymieniany w źródłach w 1305 roku. W 1335 roku parafia obejmowała okoliczne wioski: Prądy, Wawelno, Sokolniki, Dąbrowę, Ciepielowice, Nową Jamkę, Lipową, Skarbiszów i Karczów. W latach nieco późniejszych o parafii w Dąbrowie wspominają również: Galhard de Carceribus w sporządzonym przez niego w latach 1335–1342, rejestrze parafii – dłużników sześcioletniej dziesięciny Soboru w Vienne, oraz „Die Rechnung...” – rejestr świętopietrza w archidiakonacie opolskim z 1447 roku.
W czasach współczesnych z parafii wyodrębniono w 1935 roku parafię Wawelno, a w 1957 roku miejscowość Skarbiszów przyłączono do parafii w Naroku.

## Zasięg parafii
Parafie zamieszkuje 2649 osób, swym zasięgiem duszpasterskim obejmuje ona miejscowości:
- Dąbrowa,
- Ciepielowice,
- Karczów,
- Lipowa,
- Nowa Jamka,
- Sokolniki.[3]

### Inne kościoły i kaplice
Do parafii należą również: 
- kościół filialny w Karczowie Wniebowzięcia Najświętszej Maryi Panny, wzmiankowany po raz pierwszy w 1447 roku, obecna świątynia wybudowana została w 1906 roku.
- kościół filialny w Nowej Jamce Podwyższenia Krzyża Świętego, wybudowany w 1982 roku.
- kaplica Świętej Rodziny w Lipowej.

### Szkoły i przedszkola
- Publiczne Gimnazjum w Dąbrowie,
- Publiczna Szkoła Podstawowa w Dąbrowie,
- Publiczne Przedszkole w Dąbrowie,
- Publiczne Przedszkole w Karczowie.[2]

## Duszpasterze

### Proboszczowie parafii po 1945 roku
- ks. Karol Knosalla,
- ks. Józef Maciaszek,
- ks. Tadeusz Maciaszek,
- ks. Zbigniew Kuryłek,
- ks. Józef Sztonyk,
- ks. Erwin Mateja,
- ks. Marcin Bonk - obecnie.[3]